# Anna de’ Medici

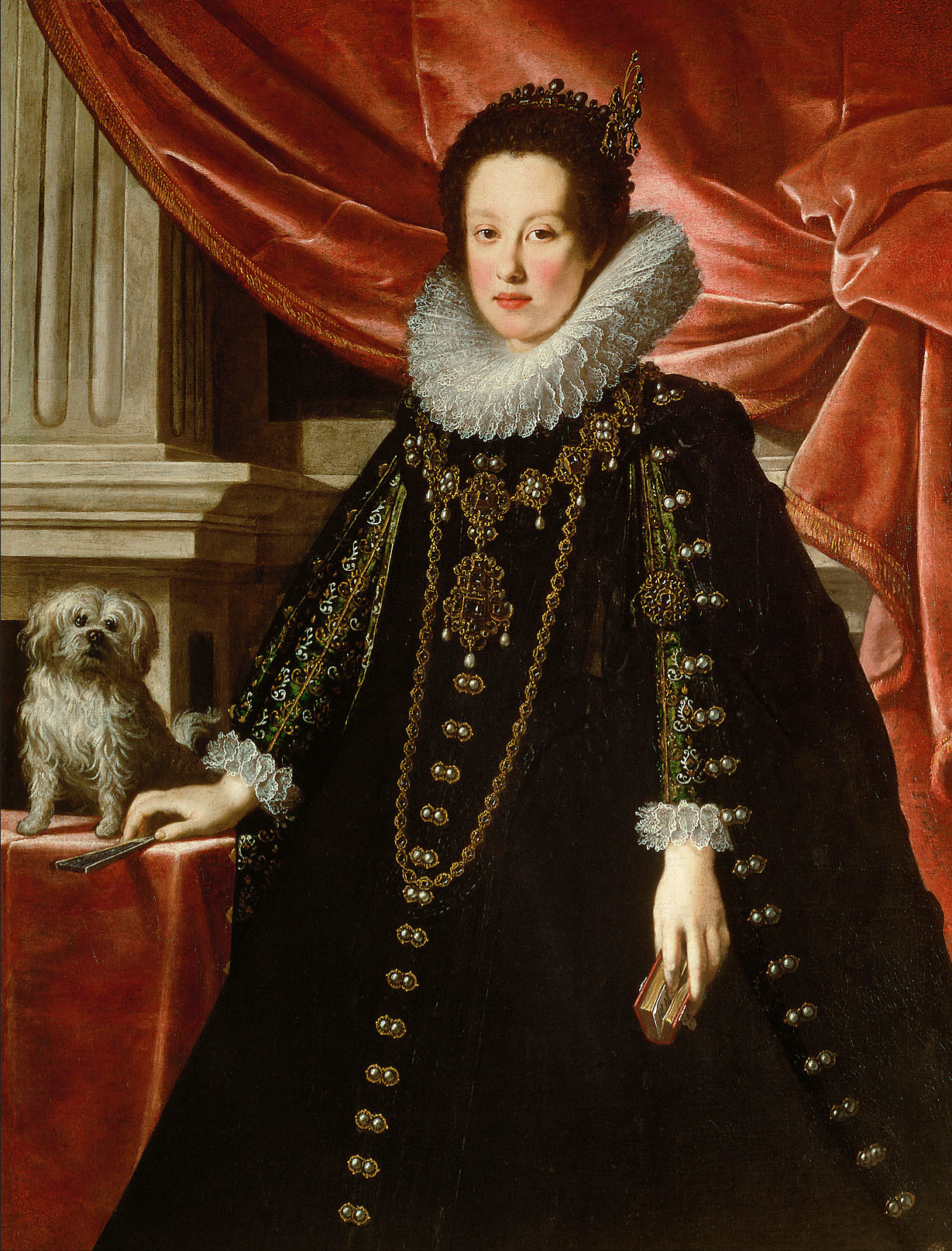
Anna de’ Medici um 1630, Porträt des Medici-Hofmalers Justus Suttermans

Anna de’ Medici (* 21. Juli 1616 in Florenz; † 11. September 1676 in Wien) war seit 1646 Gemahlin des Erzherzogs Ferdinand Karl von Österreich-Tirol sowie Mutter der römisch-deutschen Kaiserin Claudia Felizitas. Sie war auch eine Kunstmäzenin.

## Leben
Die 1616 im Florenzer Palazzo Pitti geborene Anna de’ Medici war die jüngste Tochter von Cosimo II. de’ Medici, Großherzog von Toskana, und seiner Gattin Maria Magdalena von Österreich, einer Schwester des Kaisers Ferdinand II.  Wegen des frühen Todes Cosimos II. (1621) fungierten Annas Mutter Maria Magdalena und Großmutter Christine von Lothringen als Regentinnen bis zur Großjährigkeit von Annas Bruder Ferdinando II. de’ Medici. Anna und ihre ältere Schwester Margherita sollen ihre Talente von ihrer Mutter geerbt haben.

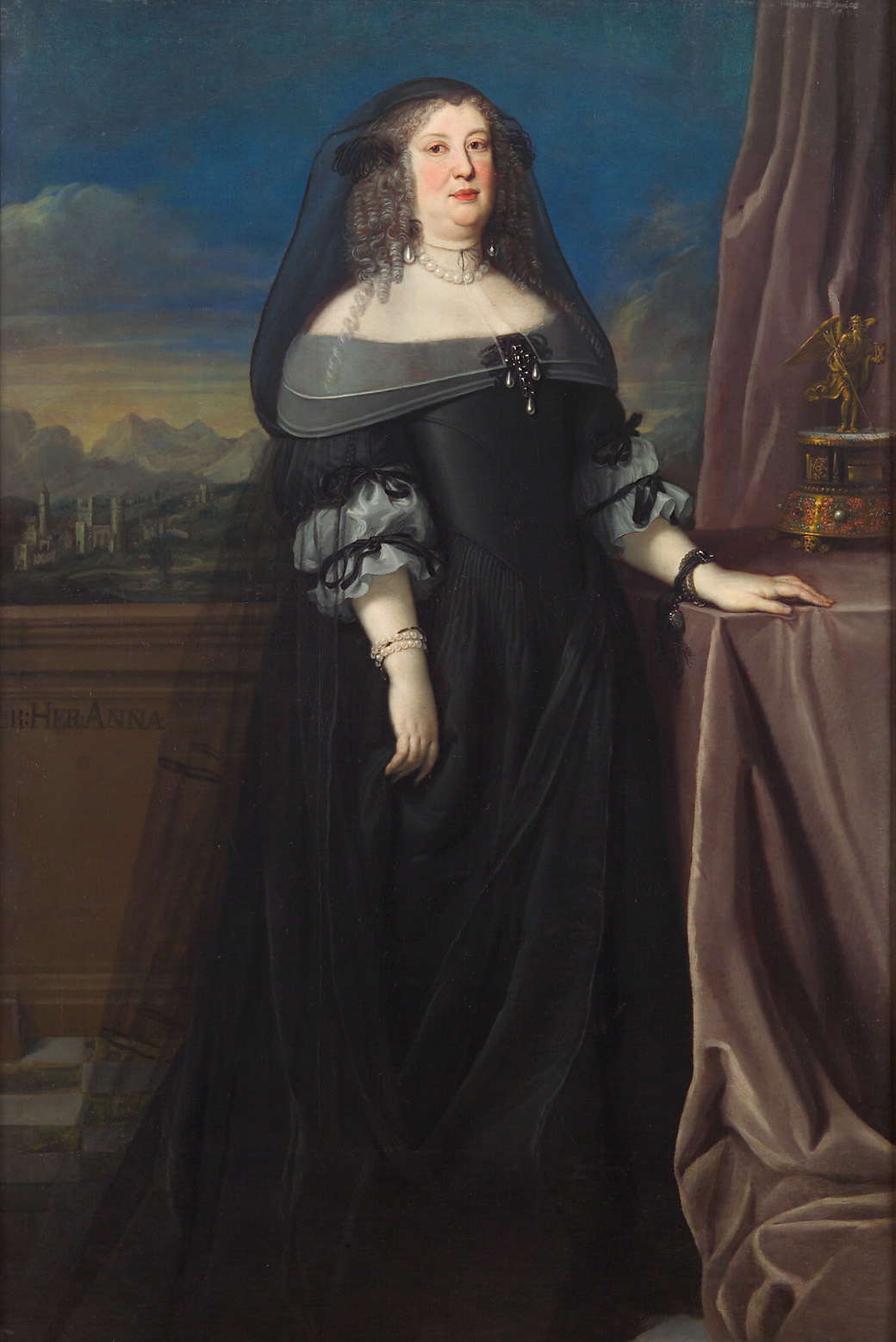
Anna de’ Medici im Witwenkleid, um 1666, Porträt von Giovanni Maria Morandi

Nachdem die Pläne zu Annas Verheiratung mit dem französischen Prinzen Gaston de Bourbon, duc d’Orléans gescheitert waren, wurde sie stattdessen auf Betreiben der Tiroler Regentin Claudia de’ Medici mit deren ältestem Sohn Erzherzog Ferdinand Karl verlobt. Anna verließ Florenz und zog nach Innsbruck, wo sie am 10. Juni 1646 Ferdinand Karl heiratete, der ihr Cousin ersten Grades war. Damals stand Anna in ihrem 30. Lebensjahr und war 12 Jahre älter als ihr Bräutigam. Dieser übernahm nun von seiner Mutter Claudia de’ Medici die Regentschaft Tirols, da er nunmehr die Volljährigkeit erreicht hatte. Aus der Ehe von Anna und Ferdinand Karl gingen drei Töchter hervor. Das erzherzogliche Paar hielt sich lieber am opulenten toskanischen Hof in Florenz als in Innsbruck auf.
Wie viele Angehörige der Medici war Anna eine Bewunderin und Mäzenin der Kunst. Der italienische Barockkomponist Pietro Antonio Giramo widmete ihr um 1650 die Monodien-Sammlung Hospedale degli Infermi d’amore, in der verschiedene Formen des durch die Liebe verursachten Wahnsinns humorvoll dargestellt werden. In der Widmung schrieb der Komponist, dass Annas ausdrucksvoller Blick alle diese Verrücktheiten und eitlen Wünsche heilen könne. Ferner widmete die italienische Komponistin und Sängerin Barbara Strozzi 1655 Anna eines ihrer musikalischen Werke (Opus 5, Sacri musicali affetti), wofür sie von Anna durch die Übersendung einer mit Rubinen besetzten Goldschatulle und einer Perlenhalskette belohnt wurde. Andere Werke widmete Strozzi einigen von Annas Verwandten, etwa deren Schwägerin Vittoria della Rovere.
Erzherzog Ferdinand Karl starb bereits im Dezember 1662, und da er mit Anna keinen männlichen Nachwuchs hatte, folgte ihm sein jüngerer Bruder Sigismund Franz als Landesfürst von Tirol. Als dieser bereits 1665 ebenfalls starb, wurde Tirol wieder direkt vom Wiener Hof regiert. Anna bemühte sich, als Witwe ein Mitspracherecht bei der Regierung Tirols zu erhalten, auch im Hinblick auf ihre beiden noch lebenden Töchter, deren Rechte sie schützen wollte. Der Streit wurde 1673 beigelegt, als ihre älteste Tochter Claudia Felizitas den Kaiser Leopold I. heiratete, der die Herrschaft über Tirol übernommen hatte. Anna überlebte ihre Töchter und starb kurz nach Claudia Felizitas am 11. September 1676 im Alter von 60 Jahren in Wien. In dieser Stadt wurde sie in der Dominikanerkirche beigesetzt.

## Nachkommen
Anna de’ Medici und ihr Gemahl Erzherzog Ferdinand Karl von Österreich-Tirol hatten drei Töchter, von denen nur eine das Erwachsenenalter erreichte:
1. Claudia Felizitas (* 30. Mai 1653; † 8. April 1676), verheiratet mit Kaiser Leopold I.; aus dieser Ehe stammten:
  1. Anna Maria Sophie (*/† 1674)
  2. Maria Josefa Klementine (* 1675; † 1676)
2. Tochter (*/† 19. Juli 1654)
3. Maria Magdalena (* 17. August 1656; † 21. Januar 1669)